# ゴノレゴシリーズ
『ゴノレゴシリーズ』は、ポエ山制作のフラッシュアニメである。

## 概要
2001年に公開された「吉野家」が話題を呼び、シリーズ化された。現在までに12本のシリーズが発表されているほか、2003年のイベント「FLASH★BOMB'03」のオープニングにも登場した。また、2006年には名古屋大学映画研究会により実写版も制作されている。2016年には前作の監督により続編となる実写版「続・メカゴノレゴの逆襲」が制作された。
「デューク東郷」によく似た人物「ゴノレゴ」が𠮷野家に集まる客についての愚痴を音声合成ソフトText-To-Speechによる外国人訛りのカスレた感じの声（無声音）でまくしたてる、というだけの「吉野家」という作品が2ちゃんねるを中心としたネット上でムーブメントを起こした。ゴノレゴがしゃべっている内容は、当時2ちゃんねるにおいて盛んにコピペされていた、新爆という人物の2001年4月7日付の日記の文章を元にした「吉野家コピペ」と呼ばれる文章である。
日本においてフラッシュアニメが一般に認知されるきっかけとなった最も初期の作品のひとつであり、2006年に行われた日本のメディア芸術100選では公開から5年後にもかかわらず、100選に選出されたほか、2011年にて10周年を迎えた。

## 公開作品
- 吉野家
- インターネット大作戦
- フランス語を修得せよ！
- ネットに潜む罠
- メカゴノレゴの逆襲
- 吉野家死闘篇
- ゴノレゴスペシャル
- 職業はスナイパー／miniに隠された秘密
- 閃光のゆくえ
- かりそめの愛を
- そんなことより、10周年
- ジャンピン・ジャック・フラッシュ

## 受賞など
- 日本のメディア芸術100選（エンターテイメント部門24位）

## 登場人物
ゴノレゴ
全身オレンジ色のハードボイルドなスナイパー。ささやくような独特の訛った声でしゃべる。趣味は2ちゃんねると出会い系サイト。Apple製品を愛用している。
メカゴノレゴ
ゴノレゴのライバルであるロボット。抑揚のないロボットボイスでしゃべる。趣味は出会い系サイトと2ちゃんねる荒らし。アップル製品を愛用している。